# Mauritius Renninger
Mauritius Renninger (* 8. Juni 1905; † 22. Dezember 1987 in Marburg) war Kristallograph und theoretischer Physiker. Nach der Promotion in München (1932) und anschließender Assistententätigkeit bei Paul Peter Ewald wechselte er in die Industrie (I.G. Farben in Oppau). Im Jahr 1946 ging er als Assistent von Carl Hermann zurück an die Hochschule. Danach erfolgte seine Berufung als Professor an der Philipps-Universität Marburg. Bekannt wurde Renninger durch seine Arbeiten über die Umweganregung des Diamants im Jahr 1937, auch als Renningereffekt bezeichnet.

## Umweganregung
Wenn bei der Röntgenbeugung mehrere Reflexe gleichzeitig die Laue-Bedingung erfüllen, also gleichzeitig auf der Ewaldkugel liegen, kann das dazu führen, dass schwache Reflexe eine signifikante Intensität erhalten. Dies gilt beispielsweise beim Diamanten für den Reflex mit den Laue-Indizes hkl=222, der bei Annahme einer kugelförmigen Elektronendichte der Kohlenstoffatome eine sehr schwache Intensität haben muss, durch Umweganregung aber signifikante Intensität haben kann (bis zu zehnfache Verstärkung).
Im Experiment kann die Umweganregung durch den Renningerscan festgestellt werden. Dabei wird ein Reflex um den Vektor senkrecht zur Beugungsebene hkl gedreht (Psi-Scan), so dass die Laue-Bedingung für den Reflex hkl immer erfüllt ist. Je nach Drehwinkel sind dann weitere Reflexe aktiv (oder nicht), und der Renningereffekt tritt auf (oder nicht).

## Aufhellung
Durch den Renningereffekt können starke Röntgenreflexe abgeschwächt werden. Dies wird als Aufhellung bezeichnet, weil die Messung der Röntgenintensität ursprünglich mit Röntgenfilm erfolgte. Bei geringerer Intensität wird dieser Film weniger geschwärzt (aufgehellt).